# Partido judicial de Ceuta
El partido judicial de Ceuta es el único partido que conforma la ciudad autónoma de Ceuta, en España.

## Ámbito geográfico
El ámbito territorial comprende el municipio de:
- Ceuta